# Första portugisiska republiken
Första portugisiska republiken (portugisiska: Primeira República) omfattar en 16-årsperiod i Portugals historia, mellan 5 oktoberrevolutionen i Portugal 1910 och 28 maj-kuppen i Portugal 1926. 1926 års statskupp blev början på militärdiktatur i Portugal Ditadura Nacional som följdes av regimen Estado Novo ledd av António de Oliveira Salazar.